# Moristroma polysporum
Moristroma polysporum är en svampart som beskrevs av A.I. Romero & Samuels 1991. Moristroma polysporum ingår i släktet Moristroma, ordningen Chaetothyriales, klassen Eurotiomycetes, divisionen sporsäcksvampar och riket svampar.   Inga underarter finns listade i Catalogue of Life.